# Mónica Naranjo
Mónica Naranjo Carrasco (ur. 23 maja 1974 w Figueres w Katalonii) – hiszpańska wokalistka. Sprzedała ponad 8 milionów albumów na całym świecie.

## Życiorys
Karierę muzyczną rozpoczęła w bardzo młodym wieku. Cristobal Sansano był jej pierwszym producentem. Po podpisywaniu kontraktu z Sony Music w 1994 roku nagrała swój pierwszy album "Mónica Naranjo". Pojawiły się na nim takie hity jak Sola, Solo Se Vive Una Vez, El Amor Coloca, Oyeme. Dzięki tej płycie otrzymała nominację do "Eres Awards".
W listopadzie 1995 roku artystka wystąpiła w Stołecznym Teatrze Meksyku. Jej drugi album "Palabra de Mujer" cieszył się sporą popularnością. Sprzedano go w nakładzie ponad 2 milionów tylko w Stanach Zjednoczonych, Ameryce Łacińskiej i Hiszpanii dzięki piosenkom "Tú y Yo Volvemos al Amor", "Pantera en Libertad", Entender El Amor", i "Empiezo Recordarte".
W 2000 roku wydała trzeci album "Minage" w hołdzie wielkiej włoskiej piosenkarce Diwa Mina. W wywiadzie producent powiedział:
Ludzie spodziewali się albumu "Palabra de Mujer" wydanego w innym stylu, ale chcieliśmy pokazać światu, że jesteśmy fanatykami, i że wielcy artyści zasługują na większe uznanie. Przykładem takiego artysty jest Mina Mazzini.